# La Torre (l'Escala)
La Torre és una casa del municipi de l'Escala inclosa en l'Inventari del Patrimoni Arquitectònic de Catalunya.

## Descripció
Situada dins del nucli antic de la població de l'Escala, a l'extrem nord del terme i formant cantonada entre els carrers del Nord i la ronda de la Mar d'en Manassa.
Edifici cantoner de planta rectangular, format per tres crugies adossades. Les dues dels extrems presenten planta baixa i dos pisos, la davantera amb la coberta plana i construïda a manera de torre, i la posterior a un sol vessant de teula. El cos central té la coberta plana amb terrat i està distribuït en dues plantes. La façana principal està orientada a mar i presenta un portal d'arc de mig punt adovellat per accedir a l'interior de l'edifici. La dovella clau té gravada una creu entre l'any de construcció 1954 i el nom de LA TORRE a sota. Damunt hi ha una finestra per planta i d'obertura rectangular, amb els brancals bastits amb carreus ben desbastats, les llindes planes i els ampits motllurats. La façana lateral presenta, a la planta baixa, quatre finestres quadrades alineades i amb l'emmarcament de pedra ben escairada i reixes de ferro. En canvi, al pis n'hi ha dues amb els ampits motllurats i bastides amb carreus de pedra.
Els paraments estan arrebossats i pintats de blanc, la façana principal en millors condicions que la lateral.

## Història
Les tres cases situades al carrer Cargol, juntament amb la Torre, corresponen a cases reformades que conserven l'estructura del s. XVIII.
En aquest cas, l'immoble va ser restaurat a mitjans del segle xx, tal com ho testimonia la inscripció a la dovella clau del portal d'accés principal, on s'aprecia el mot LA TORRE, que dona nom a l'edifici, una creu de Malta, i l'any 1954, data de la reforma duta a terme per l'arquitecte Pelai Martínez i Paricio.
Pelai Martínez i Paricio (Figueres, 1898 -1978) fou arquitecte municipal de la Bisbal d'Empordà i catedràtic de l'Escola Tècnica Superior d'Arquitectura de Barcelona. És l'autor del Palau de les Arts Gràfiques per a l'Exposició Internacional de Barcelona de 1929, en col·laboració amb Raimon Duran i Reynals, actual Museu d'Arqueologia de Catalunya. Emmarcat dins d'un cert eclecticisme (Escola Superior de Belles Arts de Barcelona, 1967), construí diverses obres a Figueres, S'Agaró, el golf de Roses, etc.
A l'Alt Empordà són remarcables les obres a la ciutat de Figueres com l'Escalinata del Parc de Bosc, la Casa Comet, la Casa Dalfó, la Casa Galter, la Casa Cordomí-Canet, la Casa Soler, l'edifici d'habitatges Argemí Abadal i el Monument a Pep Ventura, entre d'altres.